# تي آر تي كوردية
تي آر تي 6 هي من أهم القنوات المتنوعة التي تبث من تركيا وتبث جميع برامجها المختلفة باللغة الكردية، وهي تعد من أهم القنوات التي تساعد على بث العديد من الثقافات المختلفة ويحب مشاهدتها الكثير من الأشخاص التي يجيدون التحدث باللغة الكردية لمتابعه أهم البرامج المختلفة لها، وهي من القنوات المتميزة التي تقدم كافه البرامج المتنوعة والترفيهية التي يتم البحث عنها بالشكل الدائم والمستمر لها، كما أنها قناة متنوعه وغير مشفرة تقدم العديد من البرامج المختلفة الذي تجذب انتباه الكثير من المشاهدين لأنها من أهم القنوات المتنوعة.وهي قناة فضائية مجانية غير مشفرة وهي تقدم الكثير من البرامج المنتشرة التي توجد لدي الكثير من الأشخاص، وأيضا هي إحدى القنوات الفضائية التي تبث الكثير من البرامج الإخبارية المتنوعة والعالمية وأحبار العالم التي توجد في العديد من الاتجاهات المتناسبة عن غيرها في الكثير من الآنحاء وعلى كافه الأخبار العالمية التي يريد مشاهدتها جميع الأشخاص الذين يريدون معرفه أهم و أخر الأحداث التي توجد في العالم بأكمله، وهي من القنوات التي تبث باللغة الكردية لجميع الأشخاص التي يتحدثون باللغة الكردية وتقديم العديد من الأشياء المنتشرة حول العالم.كما أنها تبث على مدار ال24 ساعة دون انقطاع أو توقف أو تشويش عليها وهي ضمن باقة قنوات تي آر تي التركية، ويحب مشاهدتها الكثير من الأشخاص التي يريدون مشاهدة العديد من البرامج المتنوعة التي توجد وتنتشر في كافه الآنحاء والاتجاهات المختلفة، ويتم البحث عنها لعد تغير التردد الخاص بها على القمر الصناعي نايل سات والتي يتم البحث على العديد من القنوات المختلفة، كما أنها من أهم القنوات التي تبث جميع برامجها من داخل تركيا ويتم البث المباشر لها في العديد من الآنحاء المختلفة وجميع البلاد التي تريد معرفه الأخبار العالمية باللغة الكردية.